# Koločepska Vrata
Koločepska Vrata är ett sund i Kroatien. Det ligger i den sydöstra delen av landet, 400 km söder om huvudstaden Zagreb.